# Aleksandr Jinchin
Aleksandr Yakovlevich Jinchin (en ruso: Алекса́ндр Я́ковлевич Хи́нчин, en francés: Alexandre Khintchine; 19 de julio de 1894 - 18 de noviembre de 1959) fue un matemático soviético, uno de los más importantes contribuyentes a la escuela soviética de la teoría de la probabilidad.

## Biografía
Nació en el pueblo de Kóndrovo, en el óblast de Kaluga, Imperio ruso. Mientras estudiaba en la Universidad Estatal de Moscú, se convirtió en uno de los primeros seguidores de la famosa escuela de Nikolái Luzin. Jinchin se graduó de la universidad en 1916 y seis años después se convirtió en profesor titular allí, conservando ese puesto hasta su muerte.
Los primeros trabajos de Jinchin se centraron en el análisis real. Más tarde aplicó métodos de la teoría métrica de las funciones a problemas de la teoría de la probabilidad y la teoría de números. Se convirtió en uno de los fundadores de la moderna teoría de la probabilidad, descubriendo la ley del logaritmo iterado en 1924, logrando importantes resultados en el campo de los teoremas de límites, dando una definición de un proceso estacionario y sentando las bases de la teoría de dichos procesos.
Jinchin hizo importantes contribuciones a la teoría métrica de las aproximaciones diofánticas y estableció un importante resultado para las fracciones continuas reales simples, descubriendo una propiedad de tales números que conduce a lo que ahora se conoce como la constante de Jinchin. También publicó varios trabajos importantes sobre física estadística, en los que utilizó los métodos de la teoría de la probabilidad, y sobre la teoría de la información, la teoría de colas y el análisis matemático.
En 1939 Jinchin fue elegido como miembro correspondiente de la Academia de Ciencias de la Unión Soviética. Se le concedió el Premio Stalin (1941), la Orden de Lenin, otras tres órdenes y medallas.